# 卡特勒 (伊利諾伊州)
卡特勒（英語：Cutler）是一個位於美國伊利諾伊州佩里縣的城市。

## 地理
卡特勒的座標為38°02′02″N 89°33′57″W / 38.03389°N 89.56583°W，而該地的平均海拔高度為152米（即499英尺）。

## 人口
根據2010年美國人口普查的數據，卡特勒的面積為1.22平方千米，當中陸地面積為1.22平方千米，而水域面積為0.00平方千米。當地共有人口441人，而人口密度為每平方千米361.48人。